# Alikhan Shavayev
Bản mẫu:Eastern Slavic name
Alikhan Aslanovich Shavayev (tiếng Nga: Алихан Асланович Шаваев; sinh ngày 5 tháng 1 năm 1993) là một tiền vệ bóng đá người Nga hiện tại thi đấu ở vị trí tiền vệ trung tâm cho FC Amkar Perm.

## Sự nghiệp câu lạc bộ
Anh có màn ra mắt tại Giải bóng đá Quốc gia Nga cho PFC Spartak Nalchik vào ngày 6 tháng 8 năm 2012 trong trận đấu với FC Ural Sverdlovsk Oblast.

## Đời sống cá nhân
Anh là em trai của Amirkhan Shavayev.

## Thống kê sự nghiệp

### Câu lạc bộ
Tính đến 20 tháng 5 năm 2018
| Câu lạc bộ          | Mùa giải            | Giải vô địch                | Giải vô địch | Giải vô địch | Cúp     | Cúp       | Châu lục | Châu lục  | Tổng cộng | Tổng cộng |
| Câu lạc bộ          | Mùa giải            | Hạng đấu                    | Số trận      | Bàn thắng    | Số trận | Bàn thắng | Số trận  | Bàn thắng | Số trận   | Bàn thắng |
| ------------------- | ------------------- | --------------------------- | ------------ | ------------ | ------- | --------- | -------- | --------- | --------- | --------- |
| Spartak Nalchik     | 2011–12             | Giải bóng đá ngoại hạng Nga | 0            | 0            | 1       | 0         | –        | –         | 1         | 0         |
| Spartak Nalchik     | 2012–13             | FNL                         | 5            | 0            | 1       | 0         | –        | –         | 6         | 0         |
| Spartak Nalchik     | 2013–14             | FNL                         | 27           | 5            | 1       | 1         | –        | –         | 28        | 6         |
| Spartak Nalchik     | Tổng cộng           | Tổng cộng                   | 32           | 5            | 3       | 1         | 0        | 0         | 35        | 6         |
| Amkar Perm          | 2014–15             | Giải bóng đá ngoại hạng Nga | 5            | 0            | 0       | 0         | –        | –         | 5         | 0         |
| Amkar Perm          | 2015–16             | Giải bóng đá ngoại hạng Nga | 17           | 4            | 4       | 1         | –        | –         | 21        | 5         |
| Amkar Perm          | 2016–17             | Giải bóng đá ngoại hạng Nga | 5            | 0            | 1       | 0         | –        | –         | 6         | 0         |
| Amkar Perm          | 2017–18             | Giải bóng đá ngoại hạng Nga | 5            | 0            | 1       | 0         | –        | –         | 6         | 0         |
| Amkar Perm          | Tổng cộng           | Tổng cộng                   | 32           | 4            | 6       | 1         | 0        | 0         | 38        | 5         |
| Tổng cộng sự nghiệp | Tổng cộng sự nghiệp | Tổng cộng sự nghiệp         | 64           | 9            | 9       | 2         | 0        | 0         | 73        | 11        |